# Treron formosae
Il piccione verde fischiatore (Treron formosae Swinhoe, 1863) è un uccello della famiglia dei Columbidi diffuso nelle isole che si estendono tra il Giappone meridionale e le Filippine.

## Tassonomia
Comprende le seguenti sottospecie:
- T. f. permagnus Stejneger, 1887 - isole Ryukyu settentrionali (Giappone);
- T. f. medioximus (Bangs, 1901) - isole Ryukyu meridionali (Giappone);
- T. f. formosae Swinhoe, 1863 - Taiwan;
- T. f. filipinus Hachisuka, 1952 - isole Filippine settentrionali, Botel Tobago.